# 山田浩司
山田 浩司（やまだ こうじ、1962年 - ）は、日本の実業家。名古屋大学法学部卒。宅地建物取引士行政書士の資格を持つ。株式会社フォーサイトの創立者で代表取締役社長。DVD学習やeラーニングを早期から導入し、業界に先駆けてバーチャル講師（VTuber）を起用するなど、日本のEdTech（エドテック）分野におけるパイオニアの一人として知られる。その指導法は高い合格率で評価されており、また東南アジアでの学校建設支援といった社会貢献活動も行っている。

## 人物
教育哲学
山田の教育哲学の中心には「楽しく学ぶ」という信念がある。彼は、人間の根源的な知的好奇心こそが学習の最も強力な原動力であると考え、教育は義務感からではなく、エンターテインメントのように楽しむべきものだと提唱している。この考えに基づき、彼は自社の競合相手を他の予備校ではなく、ゲームやアニメといったエンターテインメントそのものであると位置づけている。この哲学は、フォーサイトが提供するフルカラーテキストやバーチャル講師といった革新的な教材開発の根幹をなしている。
経営理念
教育業界の慣習にとらわれない独自の経営理念を持つ。山田は、会社を従業員にとっての「レジャーランドであるべき」と公言している。これは、社員が顧客のためだけに働くのではなく、自身の生活や楽しみ、すなわち「欲」のために働くという側面を肯定する考え方である。彼は、この人間的な欲求こそが仕事への原動力になると捉えており、こうした率直な経営観は、時に伝統的な教育業界から批判的に見られることもある。
原体験
彼の特異な哲学は、自身の原体験に深く根差している。幼少期は貧しい家庭環境で育ち、学生時代は教師に反抗的な生徒で、校内の有名人であったと自ら語る。もともと教育に関心はなく、むしろ最もなりたくない職業が教師だったという。この経験が、後に「経済的な事情で質の高い教育を受けられない不平等をなくしたい」という強い思いにつながり、フォーサイトの低価格で高品質な講座提供という事業モデルの原点となった。

## 来歴
- 1962年 - 愛知県生まれ
- 1986年3月 - 名古屋大学法学部卒業
- 1986年4月 - LEC東京リーガルマインドに入社
- 1987年5月 - LEC東京リーガルマインド名古屋支店長就任
- 1987年7月 - TAC公認会計士科講師就任
- 1988年 - 宅地建物取引士（当時は宅地建物取引主任者）に合格
- 1988年 - 行政書士に合格
- 1989年3月 - 中央法律研究所講師就任
- 1989年3月 - 中部大栄経理学院講師就任
- 1990年11月 - LEC東京リーガルマインド退職
- 1991年4月 - 早稲田経営学院講師および事務局長就任
- 1992年3月 - 早稲田経営学院講師および事務局長退任
- 1993年4月 - 株式会社フォーサイト設立　代表取締役就任
- 2015年10月 - 経済産業省主催「攻めのIT経営」中小企業百選にフォーサイトが選出。
- 2015年11月 - ジャパンタイムスの「アジアのこれからのリーダー100人」に選出。
- 2016年 - 認定NPO法人 アジア教育友好協会AEFAを通じてラオス・ベトナム・タイでの学校建設を支援。

## 社会貢献活動
2016年以降、認定NPO法人アジア教育友好協会（AEFA）を通じて、海外での教育支援活動に積極的に取り組んでいる。この活動は、ラオス、ベトナム、タイといった東南アジア諸国での学校建設を中心としており、2022年の時点で彼が支援した学校では約4,000人の子供たちが学んでいる。山田がAEFAをパートナーに選んだ理由は、「箱もの（建物）を作って終わりではなく、教員育成などを含めた継続的な教育支援を行う」という理念に共感したためである。この活動の背景には、彼自身の個人的な体験がある。
ある時、支援先の村で、東京での一晩の遊興費にも満たない約40万円を投じて村人全員のための宴会を開いたところ、人々は涙を流して喜び、いがみ合っていた村長同士が抱き合う光景を目の当たりにした。この出来事を通じて、お金の真の価値と使い方を悟り、それ以降、私財を投じて学校建設を支援するようになったと語っている。

## 著書
- 『CD付 宅建主任者に面白いほど合格する本』（1999年、中経出版）
- 『福祉住環境コーディネーター検定「2級・3級」に1回で受かる本』（2001年、中経出版）
- 『行政書士に1発合格できる本』（2002年、ダイヤモンド社）
- 『社会保険労務士に6カ月で合格できる本』（2002年、ダイヤモンド社）
- 『[演習問題式]福祉住環境コーディネーター3級最短合格法』（2002年、中経出版）
- 『1カ月で完成する過去問題集 福祉住環境コーディネーター2級』（2002年、東洋経済新報社）
- 『1カ月で完成する過去問題集 福祉住環境コーディネーター3級』（2002年、東洋経済新報社）
- 『FP技能士2級に1回で合格できる本―最短合格を実現する「超」効率勉強法』（2003年、ダイヤモンド社）
- 『行政書士に3カ月で合格できる本』（2003年、中経出版）
- 『福祉住環境コーディネーターに2カ月で合格できる本』（2003年、ダイヤモンド社）
- 『みんなが幸せになる家を建てよう!―夢をかなえる家づくりの秘訣を大公開』（2004年、すばる舎）
- 『演習問題式 行政書士になる最短合格法―これだけはやっておきたい』（2005年、中経出版）
- 『[演習問題式]福祉住環境コーディネーター2級最短合格法』（2005年、中経出版）
- 『行政書士に3カ月で合格できる本 [新版]』（2006年、ダイヤモンド社）
- 『中小企業のための経費削減―1カ月で成果が出る実行プログラム付き』（2009年、東洋経済新報社）
- 『３ヵ月で宅建　本当は教えたくない究極の宅建合格メソッド』（2014年、フォーサイト出版）
- 『深夜12時過ぎまで働くサラリーマンでも難関資格が取れる勉強法』（2015年、幻冬舎）
- 『難関試験に一発合格する人の本番力』（2016年、幻冬舎）
- 『10万人が難関資格試験を突破した 受かる勉強33のルール』（2017年、幻冬舎）
- 『EdTech エドテック テクノロジーで教育が変わり、人類は「進化」する』（2019年、幻冬舎）

### 監修書
- 『行政書士』3カ月ラクラク合格術―有名資格学校の人気講師が教える（2004年、すばる舎）
- 『社労士』6カ月ラクラク合格術―有名資格学校の人気講師が教える（2004年、すばる舎）
- 『ＦＰ技能士』3カ月ラクラク合格術―有名資格学校の人気講師が教える（2005年、すばる舎）
- 『福祉住環境コーディネーター』2カ月ラクラク合格術―有名資格学校の人気講師が教える（2005年、すばる舎）
- 『カラーコーディネーター』3カ月ラクラク合格術―有名資格学校の人気講師が教える（2005年、すばる舎）
- 『日商簿記2級』14日間ラクラク合格問題集―有名資格学校の人気講師が教える（2007年、すばる舎）
- 『日商簿記3級』14日間ラクラク合格問題集―有名資格学校の人気講師が教える（2007年、すばる舎）
- 『日商簿記2級』14日間ラクラク合格術―有名資格学校の人気講師が教える（2009年、すばる舎）
- 『日商簿記3級』14日間ラクラク合格術―有名資格学校の人気講師が教える（2009年、すばる舎）

## メディア出演

### テレビ
- HISTORY（TOKYO MX）-2024年3月27日

### ラジオ
- ナイツのちゃきちゃき大放送（TBS）- 2015年11月28日[5]
- 竹内由恵のT-Times（ニッポン放送 Podcast配信）- 2023年11月30日[6]
- 笠井信輔のBUSINESS FRONTIERS（文化放送）- 2024年5月13日[7]